# Avgustovski prekop
Augustovski prekop (poljsko Kanał Augustowski, [ˈkanau̯ au̯ɡusˈtɔfski], belorusko Августоўскі канал) je čezmejni prekop, ki ga je v 19. stoletju zgradila Kraljevina Poljska (v osebni uniji z Ruskim imperijem), danes Podlaško vojvodstvo na severovzhodu Poljske in regija Grodno na severozahodu Belorusije (takrat Avgustovsko vojvodstvo Kraljevine Poljske). Od samega začetka so prekop strokovnjaki opisovali kot tehnološko čudo s številnimi zapornicami, ki so prispevale k njegovi estetski privlačnosti.
Bil je prvi umetni prekop v Srednji Evropi, ki je omogočil neposredno povezavo med obema glavnima rekama, reko Vislo skozi reko Biebrzo – pritok reke Narew, in reko Nemen skozi njen pritok  – reko Čarna Hanča – in zagotavljala povezavo s Črnim morjem na jugu preko Oginskega prekopa, reke Daugave, prekopa Berezina in reke Dneper. Uporablja postledeniško kanalsko depresijo, ki tvori verigo Augustovskih jezer in doline rek Biebrza, Netta, Čarna Hanča in Nemen, kar je omogočilo popolno integracijo prekopa z okoliškimi elementi naravnega okolje.
Razlogi za gradnjo Avgustovskega prekopa so bili tako politični kot ekonomski. Leta 1821 je Prusija uvedla represivno visoke carine za tranzit blaga iz Ruskega imperija skozi svoje ozemlje, kar je oviralo dostop trgovcev do baltskih morskih pristanišč skozi reko Vislo. Leta 1822 je Kongresno kraljestvo Poljske odobrilo ukrepe za komercialno avtonomijo carinskega območja Ruskega imperija. V letih 1823–1839 je bila zgrajena vodna pot, ki je obšla prusko ozemlje in je sčasoma preko prekopa Windawski, središča ruske kraljevine Poljske, povezala z baltskim pristaniščem Ventspils v provinci Kurlandiji. Temu cilju so se odrekli zaradi nemirov, ki so jih povzročili novembrski upori proti Rusiji 1830–1831 in revidirali trgovinske sporazume s Prusijo.
Dokončani del Avgustovskega prekopa je ostal celinska plovna pot lokalnega pomena, ki se je uporabljala za komercialni ladijski promet in za prevoz lesa v reke Vislo in Nemen in nazaj, dokler ga regionalno železniško omrežje ni prehitelo.

## Zgodovina

### Gradnja in obratovanje (1821–1850)
Razlogi za izgradnjo Avgustovskega prekopa so bili tako politični kot ekonomski. Leta 1821 je Prusija uvedla represivno visoke carine za tranzit blaga Ruskega imperija skozi svoje ozemlje, kar je trgovcem, ki so delovali zunaj pruskega ozemlja, dejansko oviralo dostop do njihovih morskih pristanišč.  Leta 1822 je Kraljevina Poljska dobila trgovsko avtonomijo od carinskega območja Ruskega cesarstva. Ideja poljskega gospodarskega ministra Franciszeka Ksaweryja Drucki-Lubeckega je bila, da bi novo trgovsko pot osamosvojil od pruskega pristanišča Danzig ([[Gdansk]]).
Avgusta 1822 je Franciszek Ksawery Drucki-Lubecki odredil načrtovanje plovne poti od rek Narew in Biebrza do reke Nemen in nato do izliva reke Windau v Baltsko morje. Terenske raziskave za povezovanje porečij Nemen in Visle so se začele z dovoljenji ruskega ministrstva za zveze leta 1823. Rusko poljsko stranko sta vodila podpolkovnik Reeze iz korpusa prometnih inženirjev in podpolkovnik Ignacy Prądzyński iz Generalne intendanture Poljske vojske. Reeze in Pradzynski sta se srečala v Grodnu 28. junija 1823. Podpolkovnik Pradzynski in štirje častniki iz inženirskega korpusa so opravili topografsko raziskavo na poljskem ozemlju, osredotočeni predvsem na jezera blizu Augustowa in reke Čorna Ganča. Hkrati je skupina Reeze delala na reki Biebrza in manjši reki Lososna, Tatarka in Polilia.
V letih 1823–1839 so zgradili vodno pot, ki so jo zasnovali general Ignacy Prądzyński, francoski general in inženir Jan Chrzciciel de Grandville Malletski in general Jan Paweł Lelewel, vključno s stavbami in hidrotehničnimi objekti, ki naj bi obšli prusko ozemlje in povezali središče Kraljevine Poljske z baltskim pristaniščem Ventspils (polj. Windawa).  Stavba zadnjega odseka "windawski" plovne poti (prekop Windawski), ki naj bi povezoval novo trgovsko pot z Ventspilstvom, je bila ustavljena zaradi nemirov, ki so jih povzročili novembrski upor 1830–1831 proti Rusiji in revidirani trgovinski sporazumi s Prusijo.

### Propad in opustitev (1850–1920)
V drugi polovici 19. stoletja je železniško omrežje, kot je železnica Sankt Peterburg – Varšava, začelo nadomeščati prekop kot glavno prevozno sredstvo. Prekop je postopoma začel propadati, od leta 1852 so po njem prevažali le gozdni proizvod, od sredine 1860-ih pa je bil prekop zapuščen.

### Oživitev in uničenje (1920–1945)
Prva svetovna vojna in poljsko-sovjetska vojna sta na prekopu povzročili nekaj škode, vendar ga je v začetku 1920-ih obnovila Druga poljska republika. Med svetovnima vojnama je prekop prvič postal turistična atrakcija. Bil je slikovita turistična pot, ki je nudila odlične športne možnosti za kanuiste, jadralce in navtike. V drugi svetovni vojni je bilo uničeno več zapornic in jezov prekopa. Med drugo svetovno vojno so nemške čete razstrelile tri zapornice, približno ducat mostov in osem jezov. Po drugi svetovni vojni je bil poljski del prekopa obnovljen.

### Delitev in obnova (1950–2005)
Povojno preoblikovanje vzhodne poljske meje, glej Curzonova linija, je pomembno vplivalo na prekop. Sporazum o meji med Poljsko in ZSSR z dne 16. avgusta 1945 je potegnil del poljsko-beloruske meje SSR vzdolž osi zapornice Kurzyniec in naprej vzdolž osi prekopa za dodatnih 3,5 kilometra. V 1950-ih je Ljudska republika Poljska obnovila prekop od začetka na reki Bezbra do zapornice Tartak, preostali del na Poljskem pa je ostal nedejaven po škodi, povzročeni v drugi svetovni vojni. ZSSR ni opravila popravil na delu prekopa znotraj Beloruske SSR. Beloruski del prekopa, odkar je bil razdeljen in je postal edinstven ekosistem, je bil leta 1970 ustanovljen biološki rezervat Sapotskinsky, ki pomaga ohranjati območje.
V skladu z odločbo poljskega ministra za kulturo in umetnost z dne 21. decembra 1968 je bil Augustovski prekop na odseku od Avgustova do državne meje z infrastrukturo: zapornice, jezovi, mostovi, pozidane brežine, vzdrževalne stavbe, okolje in krajina, razglašen za spomenik tehnologije I. razreda. Nato je bil 9. februarja 1979 v register spomenikov vpisana vojvodova odločba, Suwalki Augustovski prekop v celotni dolžini.

### Status spomenika (2005 – do danes)
8. junija 2005 je bil, na podlagi Resolucije Sveta ministrov št. 125/2005 z dne 22. maja 2005, sklenjen »Sporazum med vlado Poljske republike in vlado Republike Belorusije o obnovi odseka Augustovskega prekopa ob meji«. Cilj projekta je bil obnoviti prekop v obratovalno stanje za turiste, zagotoviti racionalno upravljanje voda v dolini reke Črne Hańče in obnoviti naravni ekosistem vodne poti. Drugi dogodek je priznanje Avgustovskega prekopa kot spomenika zgodovine - uredba poljskega predsednika z dne 15. aprila 2007 (Dz. U. Nr. 86 poz. 572). 
Prekop je trenutno zavarovano območje, ki sta ga Poljska in Belorusija predlagali za vpis na Unescov seznam svetovne dediščine in je bil 30. januarja 2004 dodana na Unescov okvirni seznam svetovne dediščine v kategoriji Kultura.
Prekop je bil imenovan tudi za enega uradnih poljskih nacionalnih zgodovinskih spomenikov (Pomnik historii), kot je bil imenovan 16. maja 2007. Njegov seznam vodi Poljski odbor za nacionalno dediščino.

## Geografija
Prekop uporablja postglacialno depresijo in številne doline v okrožju Mazursko jezero, ki jih je oblikovala pleistocenska ledena doba. Številni okoliški griči so deli moren, številna jezera pa so jezera, zajezena z morenami. Te so temelj na dolgi naravni verigi Avgustovskih jezer in sosednjih rek. Kakovost pokrajine je omogočila popolno integracijo prekopa s svojim okoljem v dolžini 101,20 km. Območje razvodja prekopa na poljski strani meje je 74,25 km2, na beloruski strani pa 8,42 km2, kar znaša 82,67 km2.
Prekop povezuje sedem naravnih jezer, zajezenih z morenami: Necko, Białe, Studzienične, Orle, Panievo, Krzywe in Mikaševo; in 11 rek: Biebrza, Netta, Čarna Hańča, Klonovnica, Plaska (Suha Rzečka, Servianka), Mikazóvka, Perkucia, Zlamica, volkuzanka, Ostazanka in Nemen. Naravne vodne poti so medseboj povezane s hidravličnimi instalacijami z zapornicami in jezovi, vključno z vlečnimi stezami ob bregu prekopa in sistemom cest, mostov in stavb. Rezervat vode, ki napaja prekop, je izven varovalnega pasu zagotovljen z jezeri Sajno, Servi in Vigri, vse znotraj meja zavarovanega območja. Do šestih zgodovinskih zapornic, Przewięź, Paniewo, Perkuć, Sosnówek, Tartak in Kudrynki, je enostavno priti z zelene poti, ki jo uporabljajo pohodniki in kolesarji.

## Gospodarstvo
Augustovski prekop je po zaključku ostal celinska plovna pot lokalnega pomena, ki se je uporabljala za komercialni ladijski promet in za prevoz lesa v reko Vislo in Nemen in iz njega. Prekop je bil namenjen prevozu moke, soli, žita, krede, mavca itd. Ob Avgustovskem je bilo poleg številnih vlečnih poti za konje, ki so vlekli barke gorvodno, zgrajeno veliko pristanišče. Prekop je bil zasnovan za prehod do 40 m dolgih, do 5 m širokih plovil in sposobnih za prevoz do 10 ton tovora.
V drugi polovici 19. stoletja je železniško omrežje, kot je železnica Sankt Peterburg - Varšava, začelo nadomeščati prekop kot glavno prevozno sredstvo. Prekop je postopoma začel propadati, od leta 1852 so na njem prevažali le gozdni proizvod, od sredine 60-ih pa je bil prekop opuščen.
Od poznih 1920-ih je prekop prvič postal turistična atrakcija. Bil je slikovita turistična pot, ki je nudila odlične športne možnosti za kanuiste, jadralce in navtike. Po drugi svetovni vojni je bil poljski del prekopa obnovljen.
Trenutno prekop ponuja številne zanimivosti in turistične znamenitosti. Njegova neprekosljiva lepota izhaja iz naravnih lastnosti pokrajine z iglastimi gozdovi in jezeri, zlasti okoli rek Biebrza in Netta, in teče skozi Augustóski pragozd od zahoda proti vzhodu. Največja atrakcija je plovba po plovni poti s kajakom, kanujem, ribiškim čolnom ali motornim čolnom. S potniško ladjo je mogoče obiskati del prekopa in Avgustovska jezera.

## Oprema
Od samega začetka so prekop strokovnjaki opisovali kot tehnološko čudo s številnimi zapornicami, ki so prispevale k njegovi estetski privlačnosti.
Augustovski prekop, sestavljen iz 18 zapornic in 22 prehodov, je razdeljen na dva večja odseka: zahod - od združitve zapornice Biebrza Augusta (0,0 - 32,50 km); in vzhodni del - od zapornice do zapornice Niemnowo Augusta Belorusija (32,50 - 101,20 km).